# ميخائيل كيسيل
ميخائيل كيسيل (بالألمانية: Michael Kessel)‏ هو لاعب كرة قدم ألماني، ولد في 28 أغسطس 1984 في ألمانيا. لعب مع فورتونا كولن.

## وصلات خارجية
- ميخائيل كيسيل على موقع قاعدة بيانات كرة القدم.إي يو (الإنجليزية)
- ميخائيل كيسيل على موقع عالم كرة القدم.نت (الإنجليزية)